# Steniodes declivalis
Steniodes declivalis là một loài bướm đêm trong họ Crambidae.